# Sbarco a Capo Helles
Lo sbarco a Capo Helles fu parte dell'invasione anfibia della penisola turca di Gallipoli da parte dell'Impero britannico e della Francia, il 25 aprile 1915, durante la prima guerra mondiale. Capo Helles, la punta della penisola, fu il luogo degli sbarchi principali. Con il supporto della Marina britannica, una divisione avanzò per 10 km lungo la penisola il primo giorno e raggiunse l'altura di Achi Bava. Da lì proseguì per catturare i forti a guardia dello stretto dei Dardanelli. Un secondo sbarco ebbe luogo più a nord, presso Gabe Tebe, dove attaccarono gli australiani e i neozelandesi.
Lo sbarco a Capo Helles fu mal gestito dal comandante britannico, il maggior generale Aylmer Hunter-Weston. Le due spiagge principali divennero bagni di sangue, nonostante le esigue difese turche, mentre gli sbarchi sulle altre spiagge non furono pienamente sfruttati. Anche se i britannici riuscirono a consolidare gli sbarchi, i loro piani erano confusi. Per i due mesi successivi, affrontarono diverse battaglie con un alto costo di vite umane, nel tentativo di raggiungere gli obiettivi che avevano programmato di ottenere già il primo giorno. In ogni battaglia i britannici si avvicinarono fino a pochi metri dagli obiettivi prefissati, ma senza riuscire mai ad ottenerli.

## Preludio
I comandanti militari turchi compresero bene che era stato pianificato un assalto ai Dardanelli. Una task force navale anglo-francese cominciò una serie di attacchi nella zona. Particolarmente difficile per la task force fu depositare campi minati sullo Stretto dei Dardanelli, per via dei Forti e delle batterie costieri turche ivi presenti. Le operazioni navali culminarono con il fallimento del 18 marzo, durante il quale una forza navale tentò di attraversare la stretta fascia di mare, perdendo tre corazzate in un campo minato.
Per aiutare la Marina a neutralizzare i forti e le batterie a guardia dello Stretto, venne preparato un attacco anfibio. L'operazione non venne tenuta al segreto dal resto del mondo, e quando la Forza di Spedizione del Mediterraneo fu pronta a sbarcare i turchi erano già pronti a respingerli con la loro 5ª Armata. Questa occupò la penisola su cui sorge Gallipoli. Il comandante tedesco, il generale Otto Liman von Sanders non prestò molta attenzione alla difesa delle spiagge, ordinando a soli due reggimenti della 9ª Divisione di sorvegliare le zone presunte degli sbarchi, da Capo Helles fino a Suvla, più a nord. Il rimanente della 9ª Divisione rimase in riserva, pronta a dirigersi velocemente dove ve ne fosse bisogno.
Contemporaneamente, solo due battaglioni furono dislocati tra Achi Baba e Capo Helles. Nel luogo reale degli sbarchi, si trovarono solo unità a livello di compagnia o plotone a guardia delle spiagge.

## I piani degli sbarchi britannici

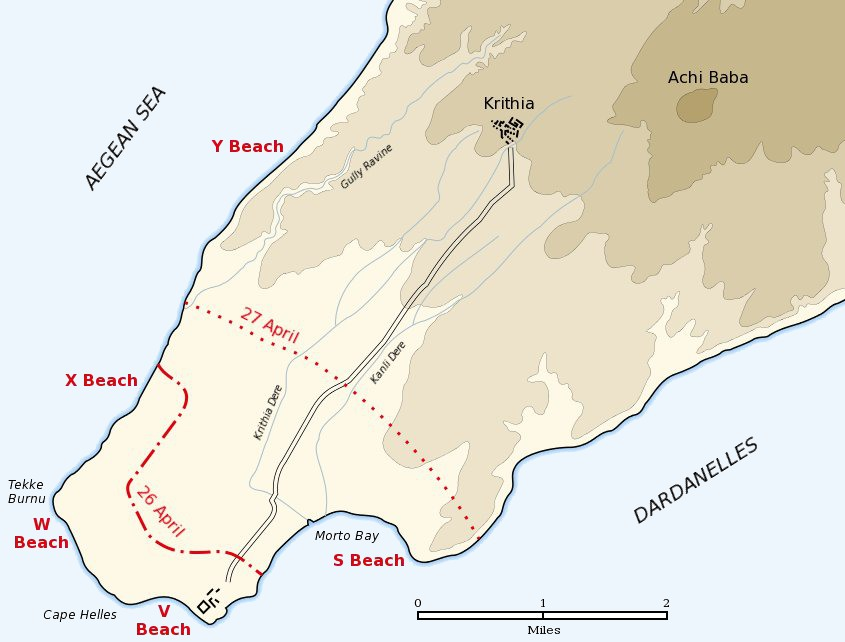
Zone di sbarco a Capo Helles

Il generale sir Ian Hamilton, comandante della Forza di Spedizione Mediterranea, scelse di sbarcare a Capo Helles perché la zona permetteva alla Marina di dare supporto su tre lati. Lo svantaggio era che dalle spiagge vi sarebbe stata una lunga strada da percorrere per giungere ai forti che proteggevano lo Stretto, obiettivo dell'intera operazione. I forti a difesa delle spiagge erano già stati neutralizzati dal fuoco delle navi inglesi e da raid dei Marines britannici. Tra Capo Helles e gli obiettivi vi erano due posizioni difensive naturali: la collina di Achi Baba, oggi Alçitepe, e il Kilitbahir Plateau. Un altro problema da affrontare era quello delle dimensioni delle spiagge: esse infatti erano strette, e avrebbero permesso di sbarcare solo ad un numero limitato di uomini per volta.
Dato che non vi era abbastanza spazio, agli australiani e neozelandesi venne ordinato di sbarcare più a nord, vicino ai forti, ma di fronte ad un terreno più impervio. L'intenzione dei generali era che se questo secondo sbarco fosse fallito, le truppe sarebbero state reimbarcate e fatte sbarcare a Capo Helles. Il francesi inviarono una piccola unità a creare un diversivo a Kum Kale. Essa avrebbe poi attraversato lo Stretto, e si sarebbe congiunta con i britannici a Helles.
Lo sbarco a Capo Elles venne eseguito dalla 29ª Divisione britannica, una divisione dell'Esercito regolare che era stata assemblata da unità di guarnigione dell'Impero britannico prima dello scoppio della prima guerra mondiale. La divisione era comandata dal generale Hunter-Weston che sarebbe stato in prima linea durante tutte le operazioni. Per lo sbarco, alla 29º vennero aggiunti due battaglioni dalla Royal Naval Division: il Plymouth e l'Anson, portando il totale delle forze a 12 battaglioni. Questi vennero sbarcati in due parti. Secondo i piani, inizialmente l'86ª brigata più alcuni unità addizionali sarebbero sbarcate e avrebbero reso sicure le spiagge; la forza principale avrebbe seguito il primo gruppo e sarebbe avanzata verso gli obiettivi prefissati per quello stesso giorno: il villaggio di Krithia e la collina di Achi Baba.
Lo sbarco cominciò dopo l'alba, in seguito ad un bombardamento navale, alle ore 05:00, e durò per un'ora. Lo sbarco all'Anzac Cove differì da questo perché gli australiani e i neozelandesi sbarcarono prima dell'alba e senza bombardamento navale, per poter mantenere l'effetto sorpresa.
Vennero designate cinque spiagge per gli sbarchi. Da est (dall'interno dello Stretto) a ovest (sul Mar Egeo) le spiagge vennero rinominate S, V, W, X e Y (la spiaggia Z era il luogo degli sbarchi australiani e neozelandesi). Le spiagge V e W furono le zone principali degli sbarchi stessi.

## Le spiagge

### Spiaggia V
La spiaggia V, lunga circa 275 m, vista dal mare comprendeva Capo Helles, il Forte Etrugrul (Forte n.1), sulla sinistra, e il vecchio castello Sedd-el-Bahr (Forte n.3), sulla destra. Davanti vi era la Collina 141. La spiaggia era difesa da una forza di circa una compagnia tratta dal 3º battaglione del 26º reggimento dell'Esercito turco, equipaggiata con quattro mitragliatrici.

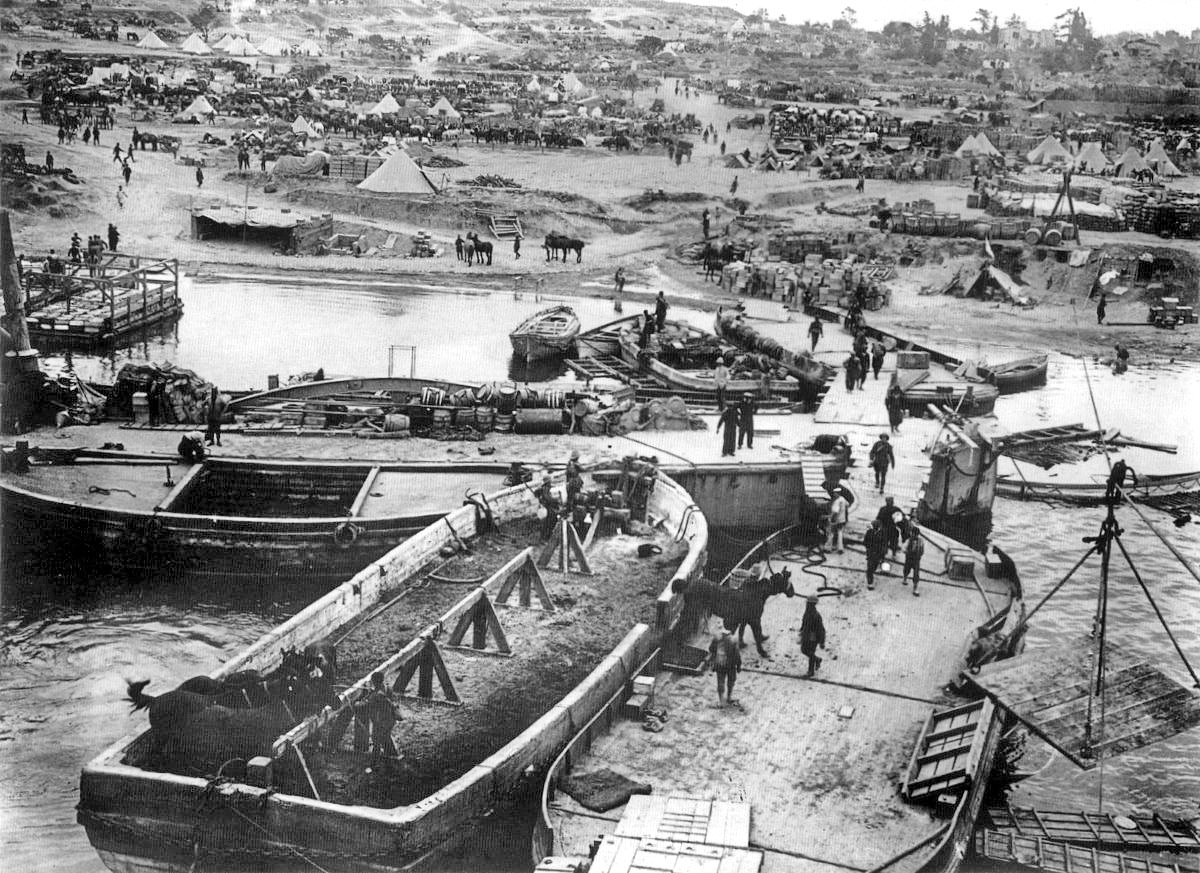
La spiaggia V dopo lo sbarco, vista dalla SS River Clyde

Il primo sbarco fu effettuato dal 1º Battaglione, i Royal Dublin Fusiliers (Fucilieri Reali di Dublino), che sbarcarono da navi trainate o remando. Il resto delle truppe fu sbarcato da un "cavallo di Troia", la SS River Clyde, una nave carboniera da 4 000 tonnellate. Sulla prua furono fissate undici mitragliatrici, e lo scafo era stato modificato per permettere ai soldati di imbarcarsi per mezzo di passerelle. La nave trasportò 2 000 uomini, il 1º battaglione dei Royal Munster Fusiliers (Fucilieri Reali di Munster), più due compagnie del 2º Battaglione del Royal Hampshire Regiment (Reggimento Reale dell'Hampshire), dell'88ª Brigata, ed una compagnia del Royal Dublin Fusiliers.
Le navi dei Fucilieri di Dublino sbarcarono alle 06:00. Tutto appariva senza vita dopo i bombardamenti. Non appena le scialuppe toccarono terra, i turchi aprirono un pesante fuoco sui nemici. I proiettili dal forte e dal castello vicini alla spiaggia colpirono diversi soldati mentre erano ancora sulle imbarcazioni. Quando gli uomini scesero dalle passerelle continuarono ad essere falciati dal fuoco nemico. Alcuni trovarono riparo, rimanendo nascosti dietro ad un banco di sabbia. Dei 700 uomini che sbarcarono, solo 300 sopravvissero, molti dei quali feriti.
La River Clyde seguì poco dopo le navi della prima ondata. Per collegare la nave carboniera con la spiaggia, la Argyll, una veloce nave a vapore, dovette fare da ponte. La Argyll finì con la fiancata sulla spiaggia, troppo lontana dalla River Clyde. Il comandante di quest'ultima, Edward Unwin, ordinò allora di creare un ponte con tre navi da trasporto. Due compagnie dei Fucilieri di Munster tentarono di attraversare il ponte di barche, ma furono fatti a pezzi dai turchi, subendo il 70% di vittime. Alle 09:00 circa un'altra compagnia tentò la manovra, ma fallì.

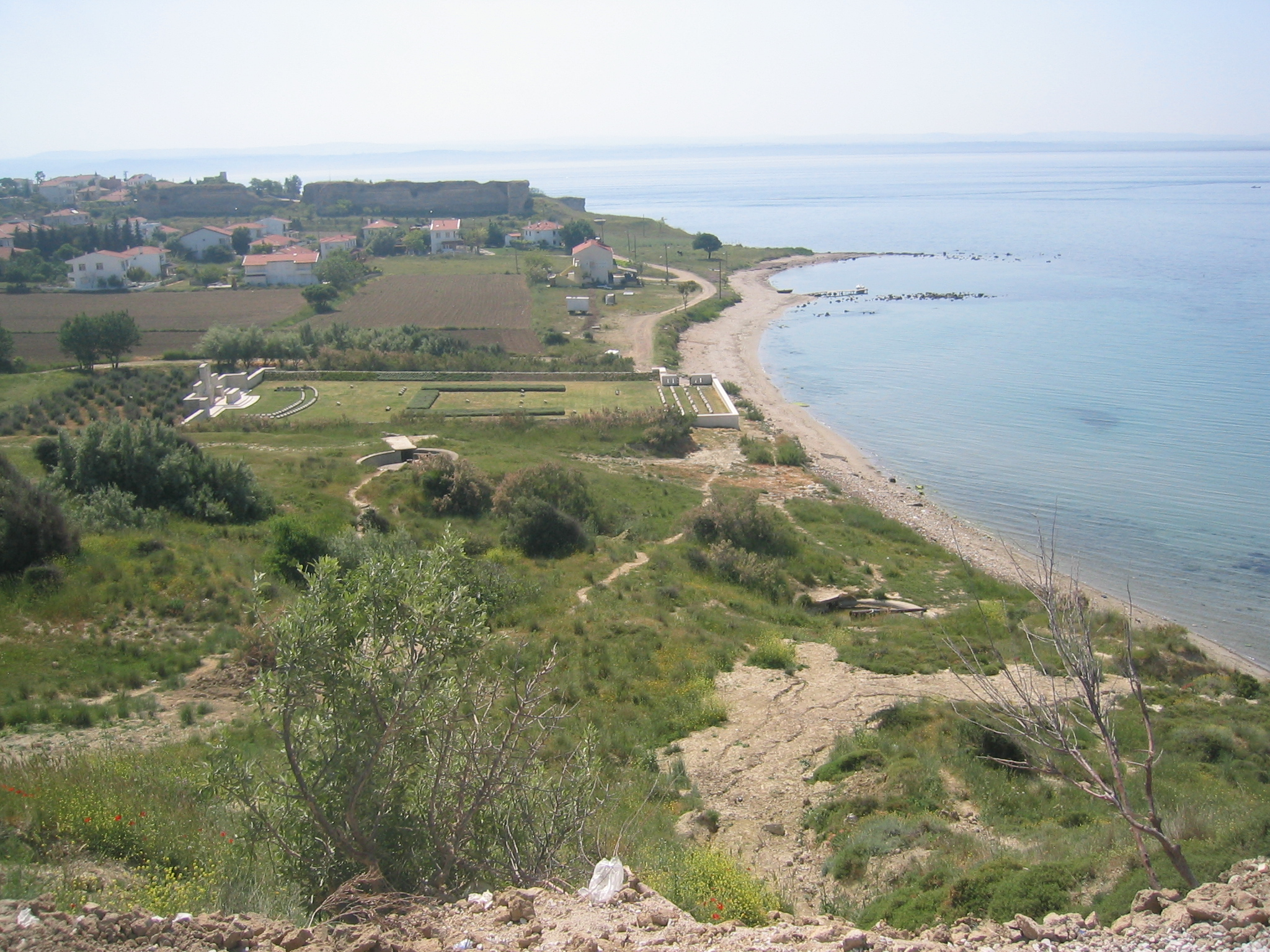
Vista odierna della spiaggia V da Capo Helles. Sedd-el-Bahr (Seddülbahir in moderno turco) è sullo sfondo, con il forte dietro ad esso. In mezzo all'immagine vi è un cimitero di guerra dei soldati del Commonwealth

Il generale Aylmer Hunter-Weston comprese ben presto lo sviluppo della situazione sulla spiaggia V. Alle 08:30 diede istruzione che le forze principali cominciassero lo sbarco. Alle ore 09:30 ordinò alle forze sulla spiaggia V di collegarsi con i compagni sulla spiaggia W. Quest'ordine comportava un terzo tentativo di raggiungere la spiaggia dalla River Clyde da parte di una compagnia dei Fucilieri dell'Hampshire, che fu quasi completamente annientata. Il comandante della forza principale, il Brigadiere generale Napier rimase ucciso nel tentativo di raggiungere la spiaggia. Finalmente, alle ore 10:21, il generale Hamilton, che aveva osservato le fasi dello sbarco dalla HMS Queen Elizabeth, diede istruzioni a Hunter-Weston di sbarcare la forza principale sulla spiaggia W. I 1 000 uomini rimanenti sulla River Clyde attesero l'oscurità per eseguire un altro tentativo di sbarco.
Sei medaglie Victoria Cross furono assegnati a marinai o uomini della Royal Naval Division, per aver tentato di mantenere in attivo il ponte di barche e per aver soccorso i feriti. Il tenente colonnello Charles Doughty-Wylie (postumo) e William Cosgrove, del 1º Battaglione dei Fucilieri di Munster, ottennero la Victoria Cross per la cattura finale di Sedd-el-Bahr, il 26 aprile.

### Spiaggia W (Spiaggia dei Lancashire)

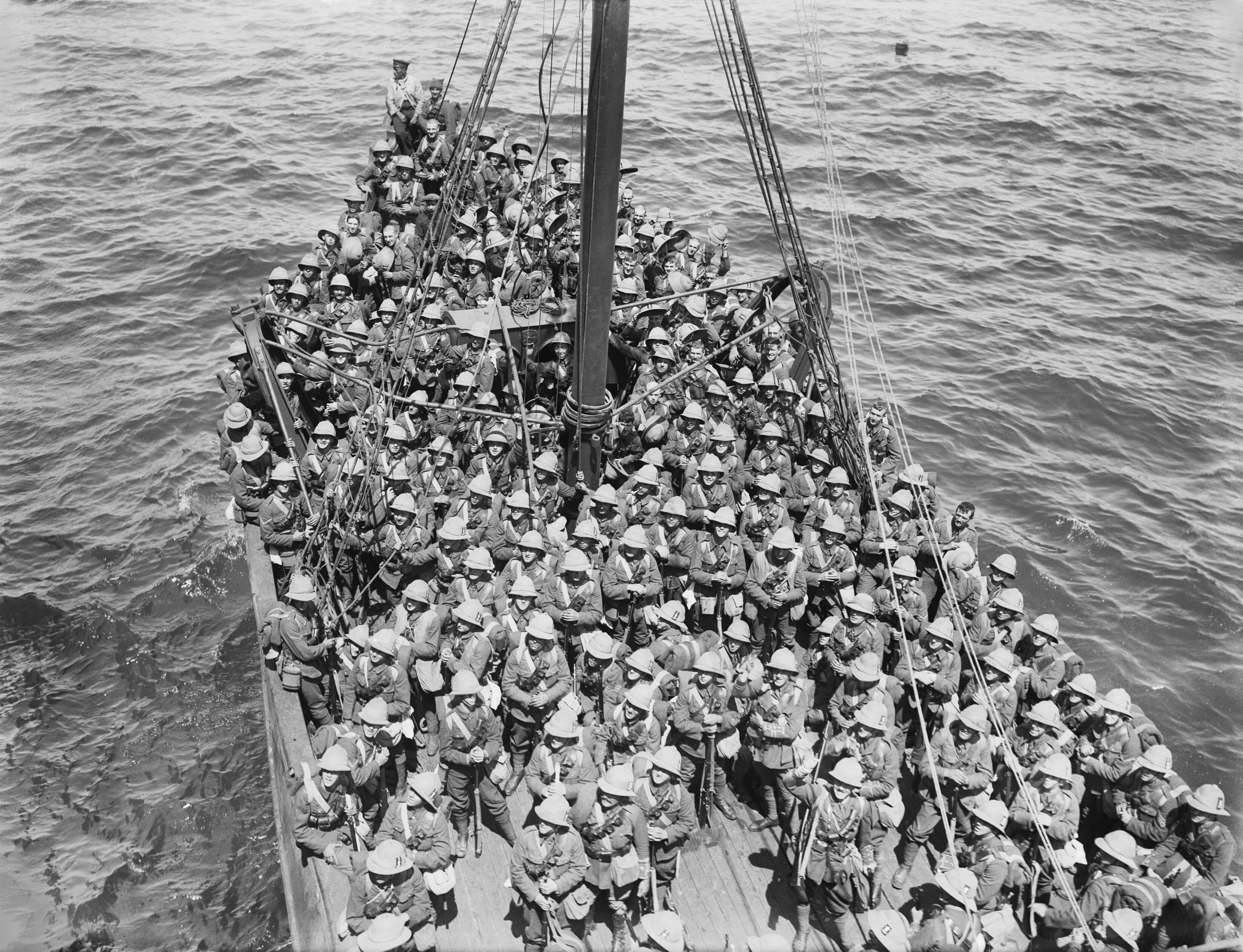
Una nave trasportante i Lancashire Fusiliers (Fucilieri del Lancashire) diretta a Gallipoli. Foto del fotografo Ernest Brooks

La spiaggia W, sull'altro lato di Capo Helles rispetto alla spiaggia V, era lunga circa 320 metri. La spiaggia non possedeva forti o strutture difensive, ma su di essa erano stati posizionati diversi campi minati e due file di filo spinato, una poco oltre il livello dell'acqua e una più in profondità. Le trincee sui rilievi circostanti fornivano un'ottima difesa, e l'unica via d'uscita dalla spiaggia era un burrone facilmente difendibile.
La spiaggia era difesa da una singola compagnia turca, appartenente al 3º battaglione del 26º reggimento: circa 240 uomini a difesa, contro una forza di quattro volte più superiore che prese parte al primo sbarco.
Il 1º battaglione dei Fucilieri del Lancashire fu imbarcato sull'incrociatore corazzato HMS Euryalus e sulla corazzata HMS Implacable, che presero posizione al largo della spiaggia. Le truppe vennero trasferite su 32 cutter circa alle 04:00. L'Euryalus si avvicinò alla spiaggia verso le 05:00, mentre l'Implacable dovette muovere verso la spiaggia X per trasportarvi delle truppe e bombardare le difese nemiche. I cutter vennero rimorchiati sulla spiaggia in gruppi di quattro da navi a vapore, e verso le 06:15, quando erano a circa 45 metri dalla spiaggia, i cutter si staccarono e raggiunsero la spiaggia a forza di remi.
Non appena gli inglesi toccarono terra, i turchi cominciarono a bersagliarli. Il loro fuoco causò terrificanti perdite alle truppe britanniche, ancora raggruppate sulle imbarcazioni. Molti soldati caddero nell'acqua profonda ed annegarono sotto il peso dell'equipaggiamento, mentre altri rimasero impigliati nel filo spinato.
I Fucilieri del Lancashire riuscirono comunque ad inoltrarsi sulla spiaggia, nonostante le fortissime perdite, e riuscirono ad aprire dei varchi sul filo spinato e raggiungere le scogliere sull'altro lato della spiaggia, dove le compagnie poterono riorganizzarsi prima di attaccare le trincee turche. Il battaglione perse 533 uomini, più della metà delle proprie forze.
I rinforzi cominciarono a sbarcare alle 09:30 e, alle 10:00, le trincee nemiche erano state conquistate e la spiaggia resa sicura. Alle 12:30 le truppe si unirono al 2º battaglione dei Royal Fusiliers (Fucilieri Reali), sbarcati sulla spiaggia X, alla loro sinistra dopo aver catturato la Collina 114. Le forze non si unirono prima delle 16:00 quando le difese più tenaci, sulla Collina 138, non furono catturate in seguito ad un pesante bombardamento navale e ad un assalto del reggimento Worcester.
Con la spiaggia V ancora chiusa, la forza principale cominciò a sbarcare sulla spiaggia W. Il generale Hamilton rinominò in seguito la spiaggia dei Lancashire (Lancashire Landing). La spiaggia W divenne la principale base britannica a Capo Helles per il resto della campagna, fino all'evacuazione del 9 gennaio 1916. Le scogliere sono state terrazzate e sono stati costruiti dei bunker, mentre la spiaggia stessa è stato trasformata in un piccolo porto costruito con pilastri in mezzo al mare per permettere alle navi ancorate al largo di portare forniture e dei rinforzi, e per evacuare i soldati feriti. Il cimitero di guerra è situato a qualche centinaio di metri dal porto stesso.

#### Le Victoria Cross
Sei Victoria Cross furono assegnate alle truppe che presero parte agli sbarchi sulla spiaggia W, di cui tre nell'agosto 1915 e altre tre nel 1917. Gli uomini insigniti di tale medaglia al valore furono:
- Capitano Cuthbert Bromley
- Caporale John Grimshaw
- Soldato William Keneally
- Sergente Alfred Richards
- Sergente Frank Stubbs
- Capitano Richard Willis

I sei uomini ricevettero la medaglia dal maggiore Bishop, l'ufficiale comandante del battaglione, dopo le raccomandazioni di Hunter-Weston, di Hamilton e col consenso del War Office (il Ministero della Guerra britannico). Un mandato del 1856 stabiliva che potessero essere assegnate al massimo quattro Victoria Cross alla volta, così furono selezionati un ufficiale, un sottufficiale e un soldato.
Un membro dello staff di Hunter-Weston, un Fuciliere del Lancashire, che sbarcò con le truppe sulla spiaggia, fece pressione affinché fossero assegnate più medaglie; ebbe successo, ed altri tre uomini ricevettero la medaglia. Il sergente Stubbs morì nell'assalto alla Collina 114, il giorno dello sbarco.

### Spiagge S e X
Le spiagge S e X erano dei brevi lembi di terra ai fianchi rispettivamente delle spiagge V e W. La spiaggia S si distendeva lungo lo stretto sulla Baia Morto, ed era situata a 3 km dalla spiaggia V. La spiaggia X era situata sotto una scogliera, sul Mar Egeo, vicino alla spiaggia W. Le truppe sbarcate su queste spiagge appartenevano alle divisioni di riserva e non avevano degli obiettivi immediati da raggiungere, tranne il rendere sicure le proprie spiagge.
Lo sbarco sulla spiaggia S fu eseguito da tre compagnie del 2º Battaglione, il South Wales Borderers, sotto il comando del tenente colonnello Hugh Cassel. Lo sbarco fu completato alle 07:30. L'opposizione dei quindici turchi ivi presenti venne ben presto eliminata, e le perdite furono leggere. Lo sbarco venne supportato dalla corazzata HMS Cornwallis. Le compagnie rimasero per due giorni sulle loro posizioni, finché i francesi non presero il fianco destro di Capo Helles.
Sulla spiaggia X, due compagnie del 2º Battaglione dei Royal Fusiliers sbarcarono alle 06:30, senza vittime. La spiaggia era protetta da dodici turchi, che fuggirono subito davanti al bombardamento della corazzata HMS Implacable e dell'incrociatore HMS Dublin. Con il passare della giornata, un contrattacco turco respinse gli inglesi sulle spiagge prima che fosse a sua volta respinto. Il 1º Battaglione del The Border Regiment ed il 1º Battaglione del Royal Inniskilling Fusiliers sbarcarono nel pomeriggio dello stesso giorno. Il mattino seguente le truppe della spiaggia X si unirono a quelle della spiaggia W per catturare la Collina 114.
Dopo l'iniziale periodo di combattimento, i tre battaglioni sulla spiaggia X rimasero nelle loro posizioni, attendendo l'avanzata delle forze principali dalle spiagge V e W.

### Spiaggia Y
La proposta di un quarto sbarco venne fatta dal generale Hamilton. La spiaggia Y era ad una distanza considerevolmente più a nord, sul mar Egeo, vicino al villaggio di Krithia e dietro alle linee difensive turche del Capo Helles. La spiaggia era stretta e dominata dalle scogliere, tra le quali un solo burrone era l'unica uscita dalla spiaggia. Di conseguenza però era completamente indifesa.
Duemila uomini sbarcarono sulla spiaggia alle 05:45. Essi erano parte del battaglione Plymouth della Royal Naval Division, sotto il comando del tenente colonnello Godfrey Matthews, il 1º Battaglione dei King's Own Scottish Borderers sotto il tenente colonnello Archibald Koe, e una compagnia del 2º Battaglione dei South Wales Borderers.
Matthews scoprì che l'area era priva di difese nemiche. Egli e il suo aiutante riuscirono ad avvicinarsi fino a 500 metri dal villaggio di Krithia, il quale era deserto. Gli inglesi non vi si avvicineranno così tanto mai più. Gli ordini erano vaghi. Le istruzioni erano di catturare l'artiglieria turca, ma nessun pezzo nemico fu trovato nell'area. Gli inglesi non cominciarono a fortificare la loro testa di ponte prima delle 15:00, così le loro trincee non furono pronte quando i turchi contrattaccarono al tramonto.
La battaglia durò tutta la notte, e all'alba i britannici avevano perso 697 uomini, incluso il tenente colonnello Koe. Inascoltate rimasero le suppliche di rinforzi e, quando le prime barche giunsero a recuperare i feriti, cominciò una ritirata non autorizzata ed in pieno stato di panico. Le spiagge furono abbandonate completamente alle ore 23:30 del 26 aprile.
Nel pomeriggio, un ufficiale della Royal Navy ritornò sulla spiaggia Y in cerca di feriti abbandonati. Fu in grado di vagare per il campo di battaglia per due ore senza trovare alcun soldato turco, che si erano spostati più a sud per combattere in altre spiagge.

## La Legione Ebraica
Il 25 aprile 1915 la Legione Ebraica sbarcò sulla penisola di Gallipoli. Essa era guidata dal tenente colonnello John Henry Patterson, medagliato con la Distinguished Service Order, che affrontò le granate e le mitragliatrici a Capo Helles. Iosif Trumpeldor ne era il vice comandante, e Vladimir Žabotinskij vi servì come ufficiale.

## Conclusione
I britannici giunsero nella penisola di Gallipoli credendo che i turchi non potessero contrastarli. Il fallito attacco turco al canale di Suez, e un finto attacco ad Alessandretta, rafforzarono questa opinione. In un giorno, a Capo Helles, fu chiaro l'errore. Fino alla fine della guerra, i britannici credettero di aver dovuto affrontare due divisioni turche a sud di Achi Baba. In realtà, essi si scontrarono solo contro due battaglioni turchi durante gli sbarchi, ed altri tre (altri due del 26º reggimento e uno del 25º) che furono inviati a rinforzo di Capo Helles già dal primo giorno. Il resto della 9ª Divisione turca fu inviato ad affrontare i canadesi e i neozelandesi a nord di Gaba Tepe, all'Anzac Cove.
I turchi intendevano tenere la linea a sud di Krithia. La mattina del 27 aprile, gli inglesi non si mossero, attendendo che i francesi sbarcassero alla loro destra. Alle 16:00, l'Intesa cominciò una generale avanzata lungo la penisola, per 3 km. Da quella linea, il giorno seguente, avrebbero attaccato Krithia e Achi Baba, nella prima battaglia di Krithia. L'attesa permise ai turchi di rinforzarsi e preparare le difese, sfruttando al meglio il terreno.
I due Battaglioni che sbarcarono sulla spiaggia V (del 1º Royal Dublin Fusiliers e del 1º Royal Munster Fusiliers) subirono perdite talmente alte, durante gli sbarchi, che furono riorganizzati insieme in un unico battaglione, conosciuto come Dubsters. I due battaglioni furono ricreati dopo l'evacuazione. Il Munsters si unì alla 48ª Brigata della 16ª Divisione (Irlandese) nel maggio 1916. Alla 16ª Divisione si unì anche il Dublin, nell'ottobre 1917.